# Alvin (conduttore televisivo)
Alvin, pseudonimo di Alberto Bonato (Rho, 18 ottobre 1977), è un conduttore televisivo, conduttore radiofonico e artista italiano.
Come artista multidisciplinare, ha esposto in città prestigiose con le sue sculture e tele. 
Come produttore, compositore e cantante ha utilizzato anche gli pseudonimi Smoking Egg, Red Touch, Post No Bills, Vanda e Family Man.

## Biografia
Nel 1998 è tra i quattro primi giovani conduttori di Disney Channel (insieme a Marcello Martini, Alessandra Bertin e Valentina Veronese). Nel 2000 conduce su Italia 1 il programma Speed, variante di Real TV. L'anno successivo sempre su Italia 1, su un camper itinerante, ha condotto il programma musicale Rapido con Chiara Tortorella.
Nell'estate 2001 passa alla nascente LA7 per condurre un altro programma musicale, Fluido, ritornando insieme ai suoi primi colleghi di Disney Channel. Nel settembre successivo è tornato su Italia 1 per condurre con Gaia Bermani Amaral Mosquito, magazine girato su un tram a Roma. Nel 2002 ha condotto Top of the Pops su Rai 2, prodotto per metà a Londra, dove ogni settimana, negli studi inglesi, intervistava artisti internazionali prima di salire sul palco.
Nell'estate 2003, insieme ad Ilary Blasi, ha condotto il tour di Top of the Pops in giro per varie piazze d'Italia, mentre nel settembre successivo conduce CD:Live, sempre su Rai 2, con Kris & Kris inviate da Londra. Nel 2004 interpreta Roberto Valieri nella serie televisiva Diritto di difesa trasmessa da Rai 2. Lo stesso anno, insieme a Chiara Tortorella, è conduttore radiofonico a Radio Milano Uno e Radio Roma Uno.
Da settembre 2004 al 2007 riprende la conduzione di CD:Live insieme inizialmente a Ilary Blasi e in seguito con Giorgia Palmas. Nel 2005 ha presentato Cornetto Free Music Live su All Music, un programma monografico di musica dal vivo e interviste dall'Alcatraz di Milano di cui conduce una seconda stagione l'estate successiva, insieme ad Ambra Angiolini. Sempre su All Music conduce nel 2006 un altro programma musicale monografico e dal vivo, ancora dall'Alcatraz di Milano, dal nome: Bi-Live. Nell'estate 2007 con Maddalena Corvaglia conduce Miss Muretto 2007. Il 13 luglio 2008 ha condotto la prima edizione del Red Bull Cliff Diving a Polignano a Mare, lavorando anche alla seconda edizione del 26 luglio 2009.
Dal 2009 al 2016 ha lavorato nel rotocalco televisivo Verissimo, condotto da Silvia Toffanin, in cui interviene nei talk show e intervista vari personaggi. Il 3 ottobre 2010 ha presentato con Zoran Filicic la finale a Roma del tour mondiale del Red Bull X Fighters 2010. Tra il 2011 e il 2012 scrive, produce e realizza spot pubblicitari come filmmaker.
A dicembre 2013 ha scritto insieme a Giovanni Maggi, prodotto e realizzato uno spot televisivo per la campagna 2014 dell'associazione contro la violenza sulle donne Doppia difesa di Michelle Hunziker e dell'avvocato Giulia Bongiorno curandone regia, fotografia e montaggio. Il 31 dicembre 2013 è il presentatore insieme a Serena Autieri di Capodanno in musica in diretta su Canale 5 per festeggiare l'anno nuovo con concerto di Marco Mengoni. Nel 2015 è inviato in Honduras per la decima edizione de L'isola dei famosi, in onda su Canale 5 con la conduzione di Alessia Marcuzzi.
Il 20 aprile 2015 ha condotto, insieme ad Anna Tatangelo, About Love, programma in prima serata su Italia 1, che chiude dopo una sola puntata per bassi ascolti e in seguito spostato su La5 per quattro puntate dal 27 gennaio al 24 febbraio 2017.
Il 18 dicembre 2015 ha condotto su Canale 5 assieme a Silvia Toffanin la ventitreesima edizione del Concerto di Natale. Dal 9 marzo al 9 maggio 2016 è stato riconfermato come inviato dall'Honduras per L'isola dei famosi 11.
Nel settembre ha condotto il game show musicale Bring the Noise, su Italia 1: il successo della prima edizione del programma porta Alvin a condurre una seconda edizione sempre nella stessa stagione televisiva, a maggio del 2017.
Nel gennaio 2019 è tornato nel ruolo di inviato a L'isola dei famosi 14, dopo due anni di assenza.
Ha anche un'attività di produttore e autore di musica, utilizzando pseudonimi quali: Smoking Egg, Red Touch, Post No Bills, Vanda e Family Man. La musica della sigla di Verissimo della stagione 2011-2012 e 2012-2013, è scritta da Alvin con PieroDread e prodotta da Alvin.
Nell'ultima puntata della seconda stagione di Bring The Noise canta un suo brano chitarra e voce dal titolo Fallin' Down sotto il nome di Family Man.
Dal 19 settembre al 29 ottobre 2019 ha condotto con Ilary Blasi l'edizione italiana degli Eurogames su Canale 5.
Il 4 e l'11 ottobre 2021 ha condotto con Aurora Ramazzotti Mystery Land su Italia 1.
Dal 21 marzo 2022 è ritornato per la quarta volta in Honduras come inviato de L'isola dei famosi 16, condotta da Ilary Blasi, venendo riconfermato anche per la diciassettesima edizione. 
Nell'estate 2024 e 2025 ha condotto insieme a Ilary Blasi Battiti Live su Canale 5.

### L'esperienza in radio
Dal 2001 è diventato conduttore radiofonico, lavorando per Radio Italia Network. Nel 2003 ha collaborato con Radio Milano Uno e nello stesso anno ha iniziato a scrivere e produrre musica. Nello stesso anno arriva a Radio 105, emittente per la quale ha condotto fino al 2016 per un totale di otto anni 105 Music & Cars affiancato da DJ Giuseppe, portando lo show al 5º posto tra i programmi più ascoltati in Italia di tutte le fasce orarie.
Da settembre 2018 è diventato speaker di R101 dove conduce Katia & Alvin insieme alla comica e attrice Katia Follesa dal 2018 al 2022 dal lunedì al venerdì dalle 12:00 alle 14:00 e dal 2022 solo il sabato e la domenica dalle 6:00 alle 9:00.

### Esperienza come artista
Alvin ha iniziato la sua carriera artistica a 12 anni, un aerografo è stato il regalo che lo ha traghettato nel mondo dell'arte. Il suo primo disegno realistico su una parete ha segnato l'inizio di un viaggio nel mondo dei segni e dei colori. Nel 2013, ha esposto per la prima volta a Milano, rivelando al pubblico la sua arte fino ad allora privata.
La scultura del suo cuore che cola ha catturato da subito notevole attenzione, ed è stata esposta nella prima versione da 40 cm ai Biennale Spaces di Venezia nel corso del 2025.

## Vita privata
È sposato dall'8 settembre 2007 con Kali Wilkes, conosciuta nel 2004. La coppia ha due figli, Tommee (2009) e Ariel (2013).

## Programmi televisivi
- Disney Channel (1998-1999)
- Speed (Italia 1, 1999-2001)
- Rapido (Italia 1, 2001)
- Fluido (LA7, 2001)
- Mosquito (Italia 1, 2001) – Opinionista
- Top of the Pops (Rai 2, 2002-2003)
- CD: Live (Rai 2, 2003-2007)
- Cornetto Free Music Live (All Music, 2005)
- Bi-Live (All Music, 2006)
- Miss Muretto (Leonardo,  2007)
- Red Bull Cliff Diving (LA7, 2008-2009)
- Verissimo (Canale 5, 2009-2016) – Inviato
- Verissimo di primavera (Canale 5, 2010)
- Capodanno in musica (Canale 5, 2013)
- L'isola dei famosi (Canale 5, Italia 1, 2015-2016, 2019, 2022-2023) – Inviato
- About Love (Italia 1, 2015; La5, 2016)
- Concerto di Natale (Canale 5, 2015)
- Bring The Noise (Italia 1, 2016-2017)
- Race for Real (Italia 2, Italia 1, 2018)
- Eurogames (Canale 5, 2019)
- Mystery Land (Italia 1, 2021)
- Battiti Live (Radionorba TV, Canale 5, dal 2024)

## Filmografia

### Televisione
- Diritto di difesa – serie TV (Rai 2, 2004)